# Caddo glaucopis
Caddo glaucopis was een hooiwagen uit de familie Caddidae. De wetenschappelijke naam van Caddo glaucopis gaat terug op Crosby, 1904. Na Crosby, 1907 is de geldige combinatie Caddo agilis Banks, 1892